# Valdobbiadene
Valdobbiadene (Aussprache: [valdobˈbjaːdene]) ist eine norditalienische Gemeinde in der Region Venetien in der Provinz Treviso. Sie befindet sich 4 km vom linken Ufer des Piave entfernt und hat 9955 Einwohner (Stand 31. Dezember 2023) und liegt 254 m s.l.m.
Die Nachbargemeinden sind Alano di Piave (BL), Farra di Soligo, Borgo Valbelluna (BL), Miane, Pederobba, Segusino, Quero Vas (BL) und Vidor.

## Weinanbau

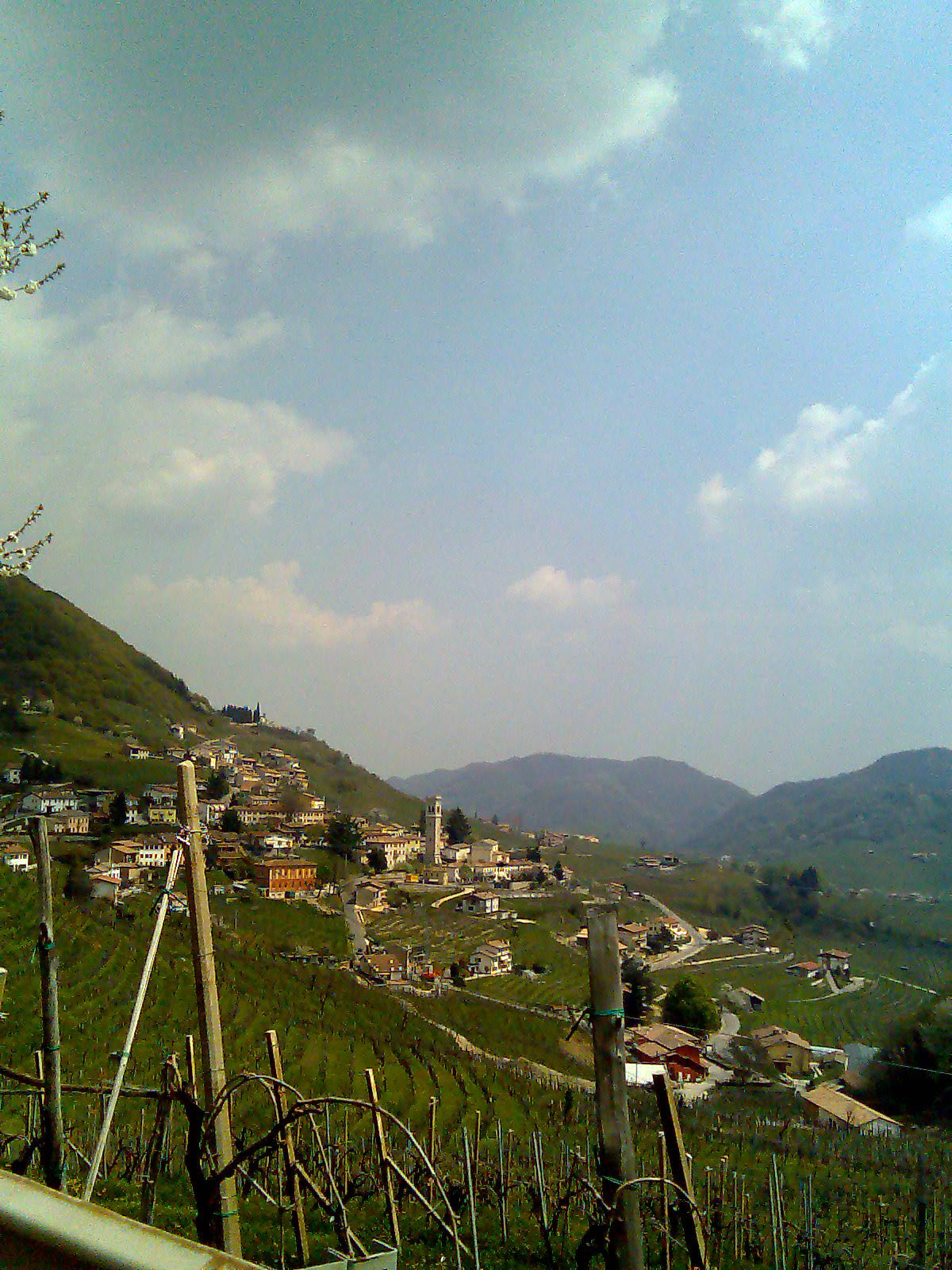
Blick auf den Ortsteil Santo Stefano und die umliegenden Weinberge

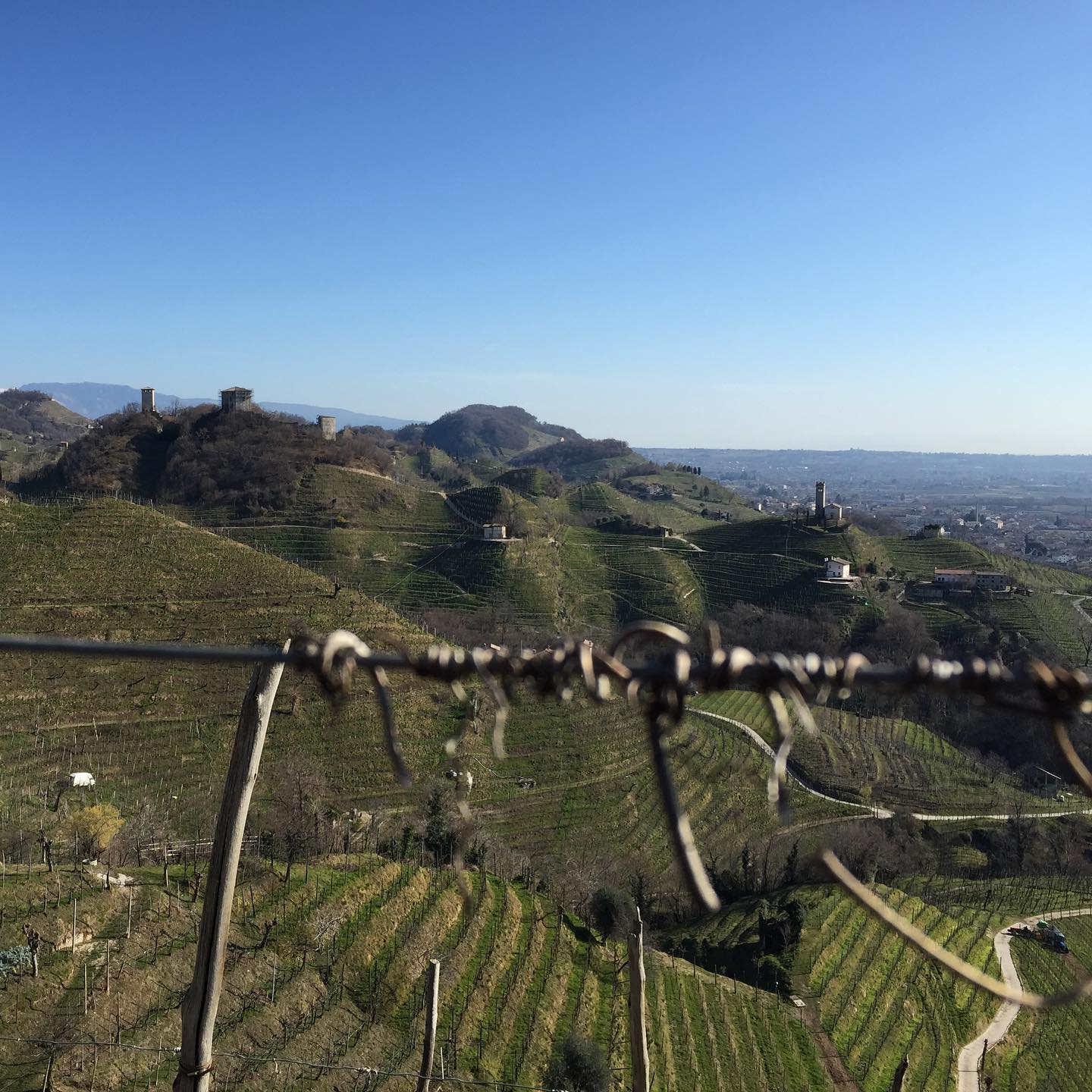

Der Ort ist, wie ganz Venetien, auch für seinen Weinanbau bekannt. Besonders die Glera-Rebe wird hier für die Herstellung von Proseccos angebaut.
Seit dem 1. August 2009 gibt es nur noch zwei Arten von Prosecco:
- Prosecco DOC wird in der Region Friaul-Julisch Venetien und den Provinzen Belluno, Padua, Treviso, Venedig und Vicenza von Venetien hergestellt.
- Prosecco DOCG wird in den Gebieten von Conegliano, Valdobbiadene und Asolo hergestellt. Er heißt dann Prosecco di Conegliano Valdobbiadene oder Prosecco Asolo.

## Städtepartnerschaft
Seit 2005 besteht eine Städtepartnerschaft mit der ungarischen Stadt Mór, die ebenfalls in einer bekannten Weinbauregion liegt.

## Söhne und Töchter der Gemeinde
- Venantius Fortunatus (540–zwischen 600 und 610), Dichter und Hagiograph der Merowingerzeit, Bischof von Poitiers
- Giancarlo Zizola (1936–2011), italienischer Journalist und Publizist
- Antonio Fassina (* 1945), italienischer Rallyefahrer
- Michele Godena (* 1967), italienischer Schachgroßmeister
- Samuele Longo (* 1992), italienischer Fußballspieler